# Anton Mussert
Anton Adriaan Mussert (født 11. maj 1894 i Werkendam, død 7. maj 1946 i Den Haag) var en af lederne af Hollands Nationalsocialistiske Bevægelse og dens de jure-leder. Som sådan var han en af de mest prominente nationalsocialister i Holland.
Under 2. verdenskrig var han i stand til at beholde sin position, på grund af den støtte han modtog fra tyskerne. Efter krigen blev han dømt til døden og henrettet for landsforræderi.